# 374
| 374                |
| ------------------ |
| Dødsfald - Fødsler |
|                    |

| Gregoriansk kalender | 374 CCCLXXIV            |
| Ab urbe condita      | 1127                    |
| Armensk kalender     | I/T                     |
| Kinesiske kalender   | 3070 – 3071 癸酉 – 甲戌 |
| Etiopisk kalender    | 366 – 367               |
| Jødisk kalender      | 4134 – 4135             |
| Hindukalendere       |                         |
| - Vikram Samvat      | 429 – 430               |
| - Shaka Samvat       | 296 – 297               |
| - Kali Yuga          | 3475 – 3476             |
| Iransk kalender      | 248 BP – 247 BP         |
| Islamisk kalender    | 256 BH – 255 BH         |

Se også 374 (tal)

## Begivenheder
7. december - Skt. Ambrosius indvies som biskop i Milano